# Juan de Urruela y Morales
Juan de Urruela y Morales (Ciutat de Guatemala, 29 de gener de 1881 - Barcelona, 16 de desembre de 1947), 5è marqués de San Román de Ayala, fou un aristòcrata i esportista de Guatemala d'ascendència espanyola.

## Biografia

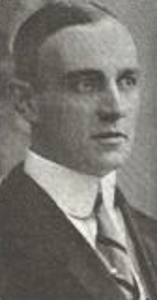
Juan de Urruela

Nat a Ciutat de Guatemala, Juan de Urruela fou el germà gran i quart de cinc fills del matrimoni entre José Francisco Diego Matías de Urruela y Palomo de Ribera i María de la Concepción Morales y Valenzuela. Durant la seva joventut s'instal·là a Barcelona on es casà el 25 de juny de 1907 amb Àgueda Sanllehy i Girona, filla dels marquesos de Caldes de Montbui.
El rei Alfons XIII li concedí la nacionalitat espanyola el desembre de 1909, juntament amb el seu germà petit, i l'any 1916 li restablí el marquesat de San Román d'Ayala, títol nobiliari que havien tingut els seus avantpassats.
Ha passat a la història per ser el primer porter del FC Barcelona en el primer partit de la seva història, jugat el 8 de desembre de 1899 al Velòdrom de la Bonanova, i que enfrontà el Barça a la colònia anglesa de la ciutat. Guanyaren els anglesos per 0-1. Malgrat la derrota, La Vanguardia de l'endemà destacà la bona actuació d'Urruela:
| « | Desde los primeros golpes se distinguieron los señores Harry Gamper, capitán, Urruela, Lomba y Wild, por su acierto en dirigir la pelota. […] No puedo terminar sin hacer especial mención de un punto disputadísimo que salvó el «goal-keeper» del «Barcelona Club», señor Urruela, quien fue saludado con un aplauso por parte de los asistentes, entusiasmados ante la vehemencia con que fue defendida la entrada de la pelota. | » |

Juan de Urruela disputà tres partits més: el 24 de desembre contra el FC Català (3-1), el 26 de desembre contra la colònia anglesa (2-1) i el 6 de gener de 1900 novament enfront de la colònia anglesa (0-4), aquests dos darrers partits formant part d'un combinat amb jugadors del Barcelona i del Català.
Un cop abandonà el futbol practicà el tennis i el polo al Reial Club de Polo de Barcelona. Fou president de la Federació Catalana de Tennis.